# Selago multispicata
Selago multispicata är en flenörtsväxtart som beskrevs av O.M. Hilliard. Selago multispicata ingår i släktet Selago och familjen flenörtsväxter. Inga underarter finns listade i Catalogue of Life.